# Navire auxiliaire

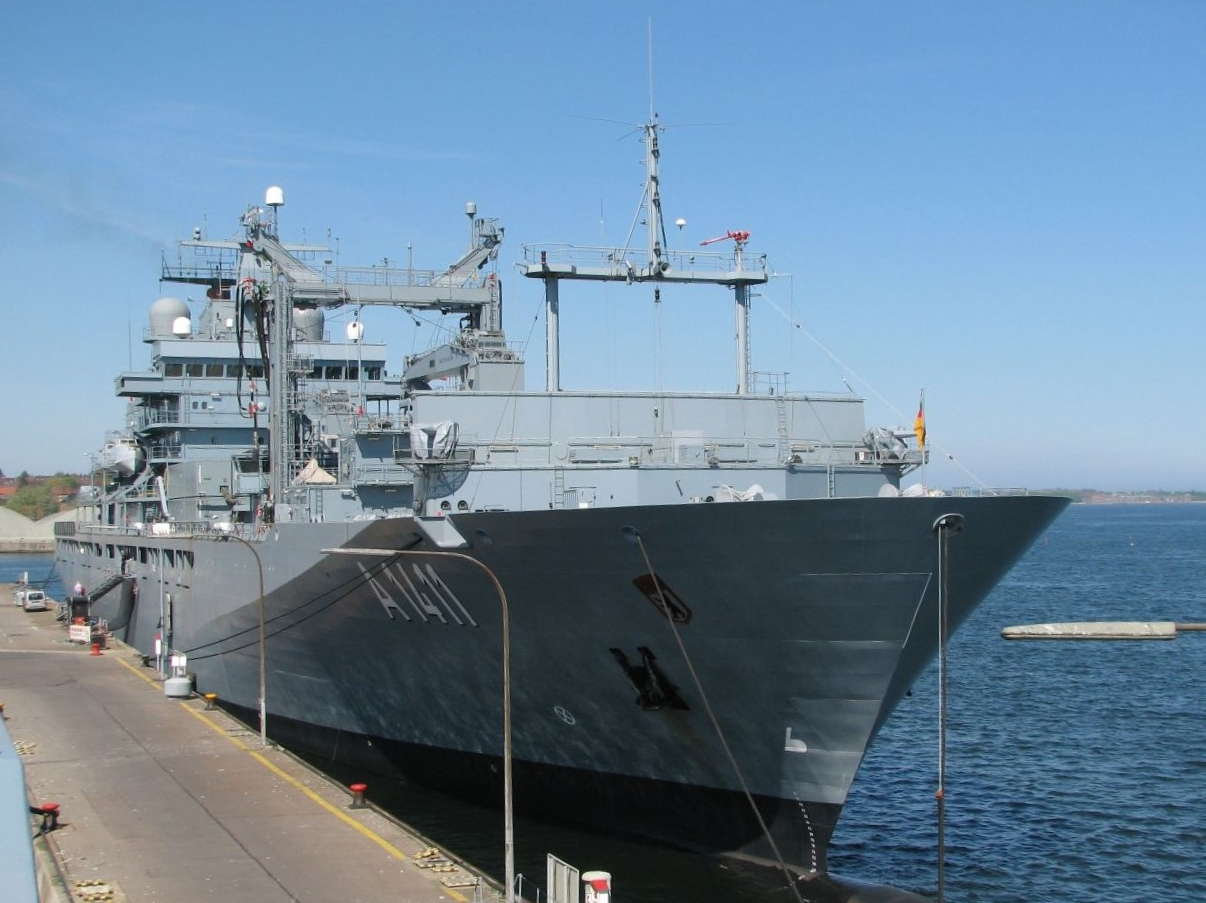
Bâtiment auxiliaire Berlin de la marine allemande.

Un bâtiment auxiliaire est un type de bâtiment conçu pour opérer à l'appui de navires de guerre lors d'opérations navales.Il n'est pas employé comme unité de combat mais il peut avoir une capacité de combat limitée à son auto défense .
Les bâtiments auxiliaires sont extrêmement importants pour toutes les marines. sans lesquels les unités de la flotte principale pourraient perdre de leurs efficacités. Ainsi, presque toutes les forces navales disposent d’une vaste flotte d’auxiliaires. Cependant, la composition et la taille de ces flottes auxiliaires varient en fonction de la nature de chaque marine et de sa mission principale. Les petites marines côtières ont généralement des navires auxiliaires plus petits qui se concentrent principalement sur le littoral et les rôles d’appui à la formation. Les grandes marines de haute mer ont généralement de grandes flottes auxiliaires composées de navires de soutien conçus pour fournir une assistance bien au-delà des eaux territoriales.

## Rôles

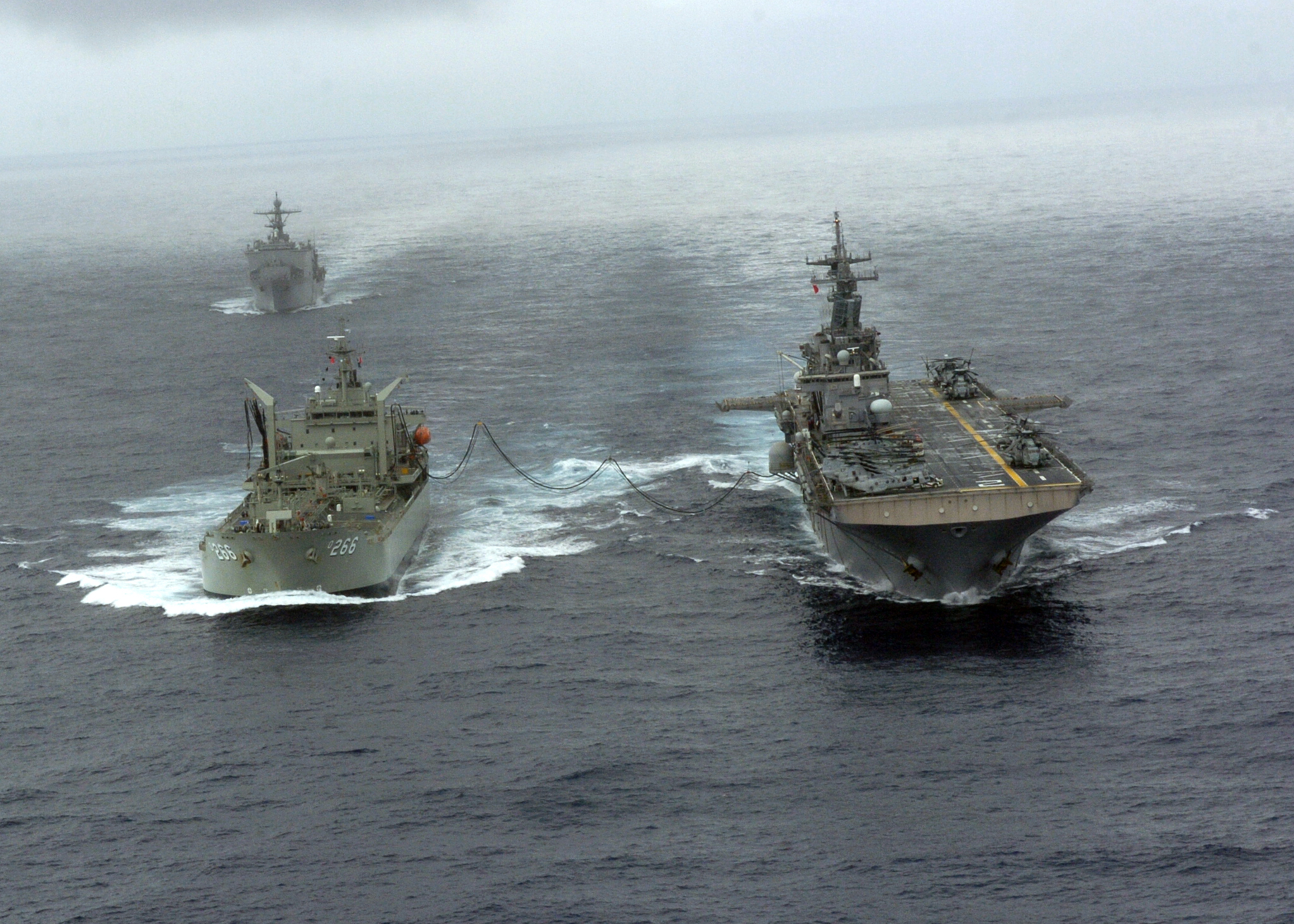
Ravitaillement à la mer du porte-hélicoptère américain par le pétrolier ravitailleur australien dans la mer de Corail le 15 juin 2007.

Ravitaillement
Les navires de ravitaillement permettent à la flotte de rester en opération. Les ravitailleurs leurs délivre du carburant, des munitions, des vivres et des pièces de rechange .Les pétroliers ravitailleurs (AO AOG) sont des navires spécialement conçus pour apporter du carburant aux bâtiments à la mer. Autrefois les premiers charbonniers ravitaillaient des navires à vapeur chauffant au charbon. Les navires sont classées comme navires de type AC, AE, AF, AFS, AKE, AOE, AOR. Les navires de soutien logistique  sont spécialement conçus pour prendre en charge un type d'unité navale plus petite, comme les sous-marins, les destroyers et les hydravions, fournissant ainsi une base d'opérations mobile à ces unités. Les navires de ravitaillement sont le plus souvent considérés comme navire ravitailleur (AD), ravitailleur de sous-marins (AS), transport d'hydravions (AV, AVB, AVP, AVS), torpilleur tender (AGP) et auxiliaires divers (AG).
Transport
Soutenir les bases d'opérations avancées nécessite une capacité de transport immense. Les transports sont souvent des navires marchands convertis et remis en service (APA, APD, APH, APV) dans les marines de guerre. Les pétroliers sont des transports spécialement conçus pour expédier du carburant vers des emplacements avancés. Les transports sont souvent utilisés non seulement pour transporter des cargaisons pour le soutien naval, mais également pour soutenir toutes les forces de l'armée d'un pays (AK, AKA, AKN, AKR, AKS). En particulier, les transports de troupes sont utilisées pour transporter un grand nombre de soldats sur les théâtres d'opérations. Certains navires de transport sont hautement spécialisés, comme les navires à munitions utilisés par la marine américaine. Les grands remorqueurs océaniques (AT, ATO, ATF, ATA, ATR) sont utilisés pour remorquer de grands navires auxiliaires, tels que : barges, quai de réparation flottant et grues flottantes en haute mer, ainsi que les navires désemparés,,,,,,,,,.
Réparation
La réparation des navires en mer ou dans les zones avancées est importante car elle permet à ces unités de se remettre au service plus rapidement, tout en augmentant les chances de survie des navires gravement endommagés au combat. Les navires de réparation (AR, ARB, ARC, ARG, ARH, ARL, ARV) englobent des navires de petit équipement de différentes tailles aux quais de réparation auxiliaires en passant par des formes de radoub auxiliaire flottantes.
Port
Le soutien portuaire est un rôle de soutien critique, composés de nombreux types de navires, dont les remorqueurs, barges, allèges, navires grue-derrick... utilisé pour assister les installations portuaires. Les navires-dépôt et les tenders contribuent également à l'entretien du port en draguant des canaux, en maintenant des jetées et des bouées, fournissant même des plates-formes flottantes pour les armes défensives du port. Les remorqueurs sont de type YT, YTB, YTM, YTL ou un navire de type V. Les barges sont classées comme navires de type B ou YF, YFN YFR et YFRN.
Soutien
Les navires piquet radar est une station, un navire, un sous-marin, un aéronef ou un véhicule équipé d'un radar utilisé pour augmenter la portée de détection radar autour d'une force afin de la protéger d'une attaque surprise. Les navires relais de communications (AGMR) sont des stations de communications flottantes. Les navires de repérage ou de combat à distance (AGM) sont équipés d'antennes et d'appareils électroniques pour le lancement et la poursuite de missiles et de roquettes. Le navire de commandement (AGF) est le navire-amiral du commandant de flotte. Les brise-glaces de la classe Wind (en) (AGB WAGB) sont des navires d’appui. Les navires de sauvetage et navire de sauvetages sous-marins sont des bâtiments de surface destiné au sauvetage de navires de guerre et des sous-marins. Les barracks ships (navires casernes ou auxiliaires personnels) (APL) sont des bateaux-barges pour les hommes de service. Un bâtiment base de plongeur permet d'assurer l'appui aux plongeurs.
Recherche
Une grande variété de navires sont utilisés pour la recherche (AGTR) (AGM) : les navires de recherche environnementale (AGER), les navires de recherche Hydrofoil (AGEH) et les bâtiments hydrographiques, principalement pour fournir à la marine de nombreuses données de son environnement opérationnel ou pour tester de nouvelles technologies pour équiper les futurs bâtiments de guerre.
Hôpital
Les navires-hôpitaux sont en mesure de fournir des soins dans des zones reculées.